# Hingham (Massachusetts)
Hingham è un comune degli Stati Uniti d'America facente parte della contea di Plymouth nello stato del Massachusetts.
Il porto di Hingham si apre sull'omonima baia, parte della baia del Massachusetts, sull'Oceano Atlantico.